# 納爾遜島
納爾遜島（英語：Nelson Island）是南極洲的島嶼，屬於南設得蘭群島的一部分，位於喬治王島西南面，而西南方有羅伯特島，島嶼長19公里、寬11公里，島上土地幾乎被冰雪永久覆蓋。